# CBS
A CBS Broadcasting Inc., comumente chamada apenas de CBS (abreviação do seu nome original, Columbia Broadcasting System), é uma rede de televisão aberta e rádio dos Estados Unidos, pertencente ao CBS Entertainment Group, divisão da Paramount Skydance Corporation, e uma das três principais marcas da empresa, ao lado da Paramount Pictures e da MTV.
Fundada em 1927, a CBS tem sede no CBS Building, em Nova Iorque, e faz parte das três maiores redes de televisão estadunidenses, ao lado da NBC e da ABC. Possui importantes instalações de produção e operações no CBS Broadcast Center e na sede da Paramount no One Astor Plaza, ambas em Nova Iorque, além da Television City e do CBS Studio Center, em Los Angeles.
A rede é conhecida como a Eye Network ("Rede do Olho"), em referência ao seu icônico logotipo em forma de olho, usado desde 20 de outubro de 1951, e também como Tiffany Network, alusivo à alta qualidade de sua programação durante o comando de William S. Paley e às primeiras demonstrações de televisão em cores realizadas no antigo edifício da Tiffany & Co. em Nova Iorque, em 1950.

## História
A CBS teve origem na United Independent Broadcasters, Inc., uma rede de rádio fundada em Chicago pelo agente de talentos de Nova Iorque Arthur Judson em 27 de janeiro de 1927. Em abril do mesmo ano, a Columbia Phonograph Company, controladora da gravadora Columbia Records, investiu na rede, que passou a se chamar Columbia Phonographic Broadcasting System (CPBS).
No início de 1928, Judson e a Columbia venderam a rede aos irmãos Isaac e Leon Levy, proprietários da afiliada WCAU na Filadélfia, junto de seu parceiro Jerome Louchheim. Eles nomearam William S. Paley, parente dos Levy, como presidente da rede. Com a saída da Columbia, Paley rebatizou a empresa como Columbia Broadcasting System (CBS).
Em setembro de 1928, Paley tornou-se o acionista majoritário, com 51% da rede. A Paramount Pictures adquiriu os 49% restantes em 1929, mas a Grande Depressão obrigou o estúdio a vender suas ações de volta à rede em 1932. Ao longo dos 63 anos seguintes, a CBS permaneceu como uma empresa independente. Sob a liderança de Paley, a rede tornou-se uma das maiores redes de rádio dos Estados Unidos e, posteriormente, uma das três grandes redes de televisão aberta. A expansão para a televisão começou na década de 1940, culminando na cisão da divisão de redifusão, a Viacom, em 1971. Em 1974, a CBS abandonou o nome completo e passou a ser conhecida como CBS, Inc.
A empresa foi listada na Bolsa de Valores de Nova Iorque sob o código "CBS". Em 1995, a Westinghouse Electric Corporation adquiriu a rede, alterando seu nome legal para CBS Broadcasting Inc. em 1996 e adotando o nome CBS Corporation em 1997. Em 1999, a CBS passou a ser controlada pela Viacom, que anteriormente havia sido sua subsidiária. Em 2005, a Viacom se dividiu novamente, recriando a CBS Corporation por meio de uma cisão de seus ativos de televisão aberta, rádio e alguns canais de televisão por assinatura, mantendo a rede CBS como núcleo da empresa.
A CBS operou a CBS Radio até 2017, quando sua divisão de rádio foi vendida à Entercom (atualmente Audacy, Inc.). Antes disso, a CBS Radio fornecia principalmente notícias e conteúdos para suas estações próprias e afiliadas em grandes e médios mercados. Apesar da venda, a CBS continua fornecendo conteúdos de notícias às estações afiliadas e licenciando o uso de sua marca sob contratos de longo prazo.
A rede de televisão possui mais de 240 estações próprias e afiliadas nos Estados Unidos, algumas também disponíveis no Canadá por meio de provedores de TV por assinatura ou em áreas de fronteira.

## A CBS e o Brasil
- Em 1993, a CBS co-produziu com a MTM Enterprises a versão estadunidense do Xou da Xuxa, programa da Globo, chamado de Xuxa. O programa era todo apresentado em inglês e foram feitas versões de grandes sucessos de Xuxa como “O Xou da Xuxa Começou” e “Dança da Xuxa”. No programa, além de Paquitas (as "Pixies"), Xuxa tinha a ajuda de personagens como um urso panda e uma onça, interpretados por atores no palco. O programa era filmado no maior estúdio da CBS Television City, em Hollywood. A MTM Enterprises era uma das mais elogiadas produtoras de TV dos anos 70 e 80. Entre seus programas de sucesso, estão Hill Street Blues (Indicado a 98 Emmy e ganhador de 52), Lou Grant (Muito elogiada pela crítica) e WKRP in Cincinnati (Sitcom/Comédia muito elogiada).
- Em 1997, a CBS firmou uma parceria com o SBT, que criava o canal a cabo CBS Telenotícias, retransmitido de madrugada pelo SBT. Era inteiramente em português, e era filmado no CBS Studios, conhecido também como CBS Television City. Com a separação da CBS e Viacom, resultando na venda do canal para a Telemundo, o canal foi fechado.